# Коржава
Коржава — деревня в Окуловском муниципальном районе Новгородской области, относится к Боровёнковскому сельскому поселению.
Деревня расположена на восточном берегу Коржавского озера на Валдайской возвышенности, в 22 км к северо-западу от Окуловки (27 км по автомобильной дороге), до административного центра сельского поселения — посёлка Боровёнка 7 км (8 км по автомобильной дороге). Неподалёку, в 2 км к юго-востоку, находится деревня Рашутино.
| 2010 |
| ---- |
| 6    |

## История
Название происходит от древненовгородского — коржава — топкое место. В Новгородской губернии деревня была приписана к Заозёрской волости Крестецкого уезда, а с 30 марта 1918 года Маловишерского уезда.

## Транспорт
Ближайшая железнодорожная станция расположена на главном ходу Октябрьской железной дороги — в Боровёнке, а ближайший остановочный пункт электропоездов в Вялке, в 3 км от Коржавы.